# Amble
 (décembre 2021).
Si vous disposez d'ouvrages ou d'articles de référence ou si vous connaissez des sites web de qualité traitant du thème abordé ici, merci de compléter l'article en donnant les références utiles à sa vérifiabilité et en les liant à la section « Notes et références ».
Pour l’article homonyme, voir Amble (Royaume-Uni).
Cet article possède un paronyme, voir Omble.

Amble.

Chameau allant à l'amble, animation de 1887.

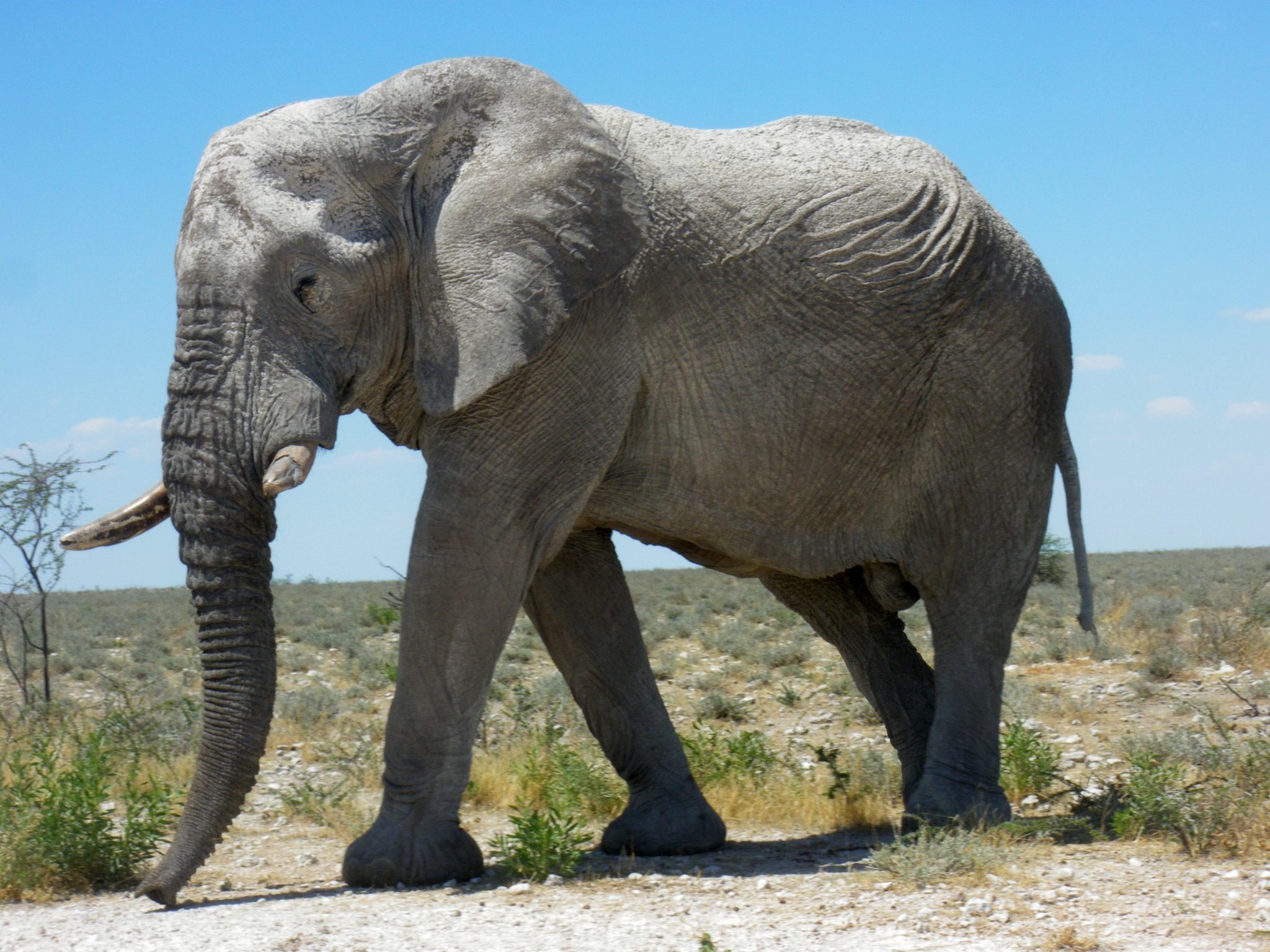
Éléphant au Parc national d'Etosha en Namibie pratiquant l'amble.

L'amble est une sorte d'allure de marche rapide de certains quadrupèdes. Il est possible d'entendre des termes comme « aller l'amble » ou « aller à l'amble ».
Les quadrupèdes marchent généralement par bipèdes diagonaux (c'est-à-dire la pose des membres antérieur droit / postérieur gauche, puis la pose des membres antérieur gauche / postérieur droit), alors qu'un quadrupède faisant de l'amble marche par bipèdes latéraux (c'est-à-dire la pose des membres antérieur droit / postérieur droit, puis la pose des membres antérieur gauche / postérieur gauche). Il bouge donc ses deux jambes du même côté simultanément.
Cette démarche donne une allure typique à ceux qui la pratiquent, caractérisée par un fort déroulé latéral puisque les deux jambes du même côté se lèvent ou se baissent en même temps. Cette démarche peut paraître pataude ; il n'en est rien. Ainsi, l'ours, un ursidé qui marche l'amble, n'a aucun mal à rattraper un homme.
Au sein d'une même espèce, certaines races peuvent marcher l'amble et d'autres non. C'est ainsi le cas chez les chiens et les chevaux.
Par ailleurs une grande partie des primates utilisent cette allure en milieu arboricole. Cela leur permet d'une part de garder un contact continu avec le substrat (contrairement au galop) augmentant ainsi leur stabilité. D'autre part, cette allure permet de réduire de manière significative les oscillations verticales du centre de masse, et par ce biais le fait de secouer les branches.

## Animaux marchant l'amble
- La majorité des primates
- Chameau
- certains chats[2]
- Éléphant
- Girafe
- Okapi
- Ours
- Loup à crinière
- Lama

### Chien
- Barzoï et d’autres lévriers
- Bobtail
- Beauceron
- Berger australien
- Chien de traîneau
- English Cocker Spaniel
- Golden Retriever
- Basenji
- Dobermann
- Beagle

### Cheval
- Certaines races de chevaux ont été sélectionnées pour leur amble spontané. Ces chevaux sont destinés à être montés en amazone, cette allure étant plus confortable. L'amble est l'une des cinq allures caractéristiques du cheval islandais, ou encore du bidet breton. On parle d'un cheval amblier ou ambleur, ces deux termes pouvant être adjectifs ou substantifs.
- Dans les épreuves de dressage équestre, l'amble est considéré comme une dégradation de l'allure, une allure défectueuse et il est fortement pénalisé.